# Joseph-Freiherr-von-Eichendorff-Preis
Der von der Stiftung F.V.S. (seit 1994 Alfred Toepfer Stiftung F.V.S.) gestiftete Joseph-Freiherr-von-Eichendorff-Preis war bestimmt für das Deutschtum im Sudetenland, in Böhmen, Mähren und in der Slowakei und wurde ab 1935 verliehen durch ein deutsches Kuratorium ohne offizielle Bindung an eine Universität, ab 1939 durch die Deutsche (Karls-)Universität Prag. 
Kuratoriumsmitglieder des Joseph-Freiherr-von-Eichendorff-Preis waren Alfred Baeumler; Gustav Becking; Bruno Brehm; Herbert Cysarz; Anton Ernstberger; Otto Grosser; Arthur Herr; Paul Hövel; Hanns Johst; Gustav Jungbauer; Erwin Guido Kolbenheyer; Arthur Kraft; Franz Laufke; Adolf Meschendörfer; Ernst Otto; Heinz Wismann und Wilhelm Wostry.
Die Preisträger waren:
- 1935 Gustav Leutelt, Schriftsteller
- 1937 Wilhelm Srb-Schloßbauer, Bildhauer
- 1938 Herbert Cysarz, Germanist
- 1939 Hans Watzlik, Schriftsteller
- 1940 Felix Petyrek, Komponist
- 1941 Walther Hensel, Musikerzieher, Volksliedforscher
- 1942 Erich Gierach, Germanist
- 1943 Emil Lehmann, Volkskundler

Seit 1956 verleiht der Wangener Kreis einen neuen Eichendorff-Literaturpreis.